# Румунія в Першій світовій війні
Румунське королівство — нейтральна держава світу на початку світового конфлікту, яка протягом перших двох років не брала участь у воєнних діях, а з серпня 1916 року вступила у Першу світову війну на боці Антанти.
У відповідності до таємного Бухарестського договору, в разі підтримки Антанти, союзні держави підтримували зазіхання румунів на величезні землі Австро-Угорщини, де переважно мешкали румуни. 27 серпня 1916 року Румунське королівство, після довгих вагань та в пряме порушення таємної угоди з Троїстим союзом, оголосило війну колишнім партнерам по договору й відразу розпочало наступ на Трансильванію. Попри незначного первинного успіху, незабаром румунська армія зазнала нищівної поразки від спільних дій німецької, австро-угорської, османської та болгарської армій і за лічені місяці дві третини Румунії виявились окупованими противником. Країна опинилась на краю катастрофи й на фоні подій у Російської імперії 1917 року, вимушено пішла на підписання кабального миру.
У листопаді 1918 року Румунське королівство вдруге вступило у війну, коли перебіг подій на Західному, Східному та Салонікському фронтах довів про скорий крах Центральних держав. У наслідок анексії та приєднання румунських земель від сусідніх країн, територія Королівства зросла більш ніж удвічі. Загальні втрати серед цивільного населення та збройних сил Румунії становили на кінець війни 748 000 осіб.
Усі територіальні надбання Румунії згодом були визнані законними завдяки угодам та домовленостям у Сен-Жермені, Тріаноні та Парижі.

## Передумови

### Політична ситуація
Румунське королівство було засноване домом Гогенцоллернів у 1866 році, за результатами війни за незалежність країни, що проходила одночасно з російсько-турецькою війною 1877—1878 років. У 1883 році перший румунський король Кароль І Гогенцоллерн підписав таємну угоду з Троїстим союзом, яка зобов'язувала знов створене королівство вступити у війну в разі нападу на Австро-угорську імперію. За 30 років ситуація корінним чином змінилась і переважна кількість румунської спільноти та політичні партії були схильні підтримати Антанту.
Після двох років війни, що палала на теренах Європи, король Румунії Фердинанд I під впливом своєї дружини королеви Марії, онучки британської королеви Вікторії, наважився оголосити війну Центральним країнам (Німецька імперія, Австро-Угорщина, Болгарське царство та Османська імперія) та виступити на боці Антанти. Його попередник, перший король Кароль I, був прихильником кайзера Вільгельма, який постійно закликав його «виконати обов'язок Гогенцоллерна». Але Кароль, враховуючи опір більшості румунського суспільства, після болісних роздумів не пішов на акт національної зради й ухвалив рішення про зречення від престолу. Проте, раптова смерть короля 10 жовтня 1914 року, яка настала, за обґрунтованим припущенням у результаті важкого стресу, завадила зреченню.
Нагла смерть Кароля не змусила румунів негайно перейти під прапори Антанти. Питання про вибір союзників для цієї балканської країни був і справді болісним.
Прагнення Румунії до захоплення Трансильванії і Буковини, а також сильні франкофільські симпатії більшої частини її правлячого класу тягнули Румунію на сторону Антанти; династичні інтереси, економічні зв'язки і германофільство деяких кіл змушували побоюватися можливості переходу її на бік німецької коаліції, однак користь панівних класів королівства дозволяла бути впевненими, що Румунія встане тільки на стороні сильного, на сторону того, хто більш їй пообіцяє, і тоді, коли ризик вступу у війну буде найменшим. Тому Центральні держави серйозно обговорювали ще в початку 1916 року проект превентивного розгрому Румунії, щоб у такій спосіб вирішити проблему, яка назрівала, але проект цей не був приведений у дію. Зі свого боку Антанта в особі Франції та Англії також вирішила домогтися від Румунії виступу на її боці, що врешті-решт і вдалося зробити в серпні 1916 року.
Союз з Антантою давав Румунії шанс відібрати в Угорщини Трансильванію, а у Австрії — Буковину. Водночас, виступ на боці Австро-Угорщини та Німеччини давав можливість відібрати в Російській імперії східну Молдавію. Однак, остання не могла служити повноцінною противагою Трансильванії — і населення, і територія, і економічний потенціал населених румунами областей в Австро-Угорщині були набагато вагомішими.
Більш того, приєднання Румунського королівства до Антанти становили великі вигоди за умови використання його в активних цілях. Для союзників відкривалось дві наступальні перспективи. Війська Антанти спільними діями від Салонік і з Добруджі могли вивести з війни дві країни ворожої коаліції: спочатку Болгарію, а потім і Османську імперію. Але цей проект був відхилений західними державами. Була й інша можливість. Кордон з Румунією в Трансильванії відкривав фланг австро-германців і обіцяв найкоротші шляхи на Відень та великі шанси вивести головного союзника німецького кайзера з конфлікту.
Тим часом, перебіг подій у війні ніяк не давав відповіді на питання, за ким буде перемога. План Німеччини блискавично розгромити Францію провалився вже до листопада 1914 року, спроба російської армії завдати удару по Східній Пруссії в серпні 1914 року закінчилась катастрофою для військ царя Миколая ІІ. Зате у вересні того ж року росіяни розбили австрійців у Галицькій битві, в руках Російської імперії виявилися величезні австрійські землі, включаючи молдавську Буковину.

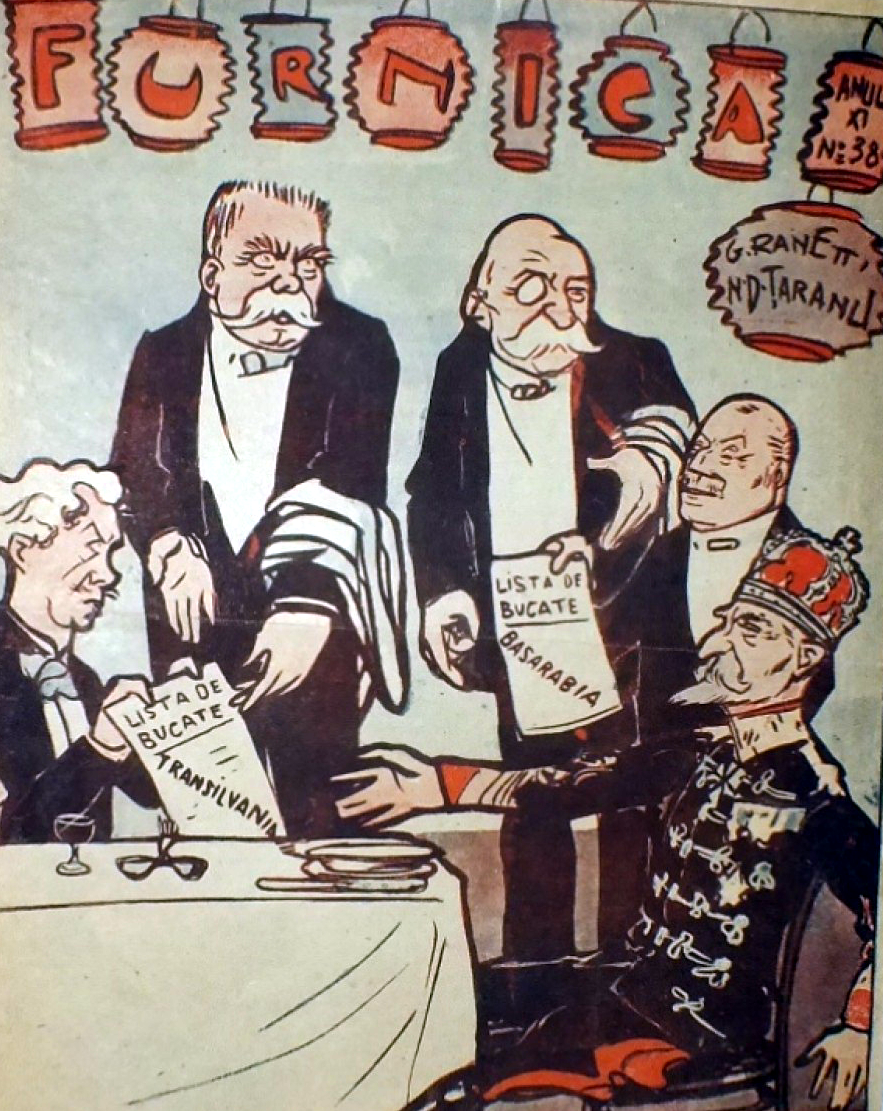
Карикатура, що показує зовнішньополітичне становище Румунії в 1915 році, коли Антанта та Центральні держави пропонують їй на вибір нові землі, в разі приєднанні до однієї зі сторін. 1915

Однак, вже наступного 1915 року, ситуація змінилась докорінним чином. Горлицький прорив німецьких і австрійських військ призвів до втрати Росією влітку 1915 року не тільки захоплених раніше австрійських земель, а й колосальних земель імперії. 23 травня у війну з Німеччиною і Австро-Угорщиною вступила Італія, зате приєднання Болгарії до Троїстого союзу в жовтні 1915 року і нищівний розгром наприкінці того ж року Сербії зробили становище Румунії в разі її виступу на боці Антанти вкрай уразливим.
Влітку 1916 року у наслідок Брусиловського прориву австрійська армія втратила вбитими і пораненими 1 200 000 осіб, 400 000 полоненими. Стан справ в Австро-Угорщині почав різко погіршуватись, країна під тягарем війни стала загинатися. Економіка, сільське господарство, виснажені нескінченними мобілізаціями, позбавилось половини робочої сили, ті, що лишились на підприємствах та виробництві, не могли забезпечити нормального рівня життя, і ще недавно багата Австро-Угорщина перейшла в напівголодне існування. Купівельна спроможність зарплат в Угорщині склали третину від довоєнного рівня. Убивство австрійського прем'єр-міністра і смерть імператора Франца Йосифа, що стались невдовзі після поразки на сході, стали провісниками остаточного занепаду династії Габсбургів.
Після Брусиловського прориву Румунія зважилася вступити у війну на боці Антанти. Причиною такого рішення було виснаження ресурсів Німеччини і Австро-Угорщини, що ставало дедалі очевиднішим.

### Економіка
Поки на політичний арені тривали довгі та палкі дискусії щодо перспектив участі у європейській війні та на чиєму боці виступати, румунський уряд поступово готував економіку до війни і вживав заходів щодо перенацілювання своїх торговельних потоків. Напередодні конфлікту зовнішньоекономічні зв'язки Румунії в силу географічного становища були зав'язані в основному на центр континенту, головними партнерами були саме Німеччина та Австро-Угорщина. Немаловажним фактором стало те, що вступ у листопаді 1914 року у війну Османської імперії призвів до закриття Босфору і Дарданеллів, через які йшло 97 % румунського експорту та 60 % імпорту.
Одночасно, економіка переводилась на «військові рейки»: збільшувались видатки на потреби армії й флоту, модернізувався власний військово-промисловий комплекс, створювались та розширювались індустріальні виробництва на 11 державних та 59 приватних фабриках і заводах, замовлялись нові зразки озброєння, техніки, оснащення тощо. Румунський уряд запозичував гроші на внутрішньому та іноземних ринках, італійські й англійські банки фінансували деякі проекти країни з придбання зброї, боєприпасів та іншого військового майна. Усі ринки постачання зброї поступово переводились на ті, що вироблялись країнами Антанти.

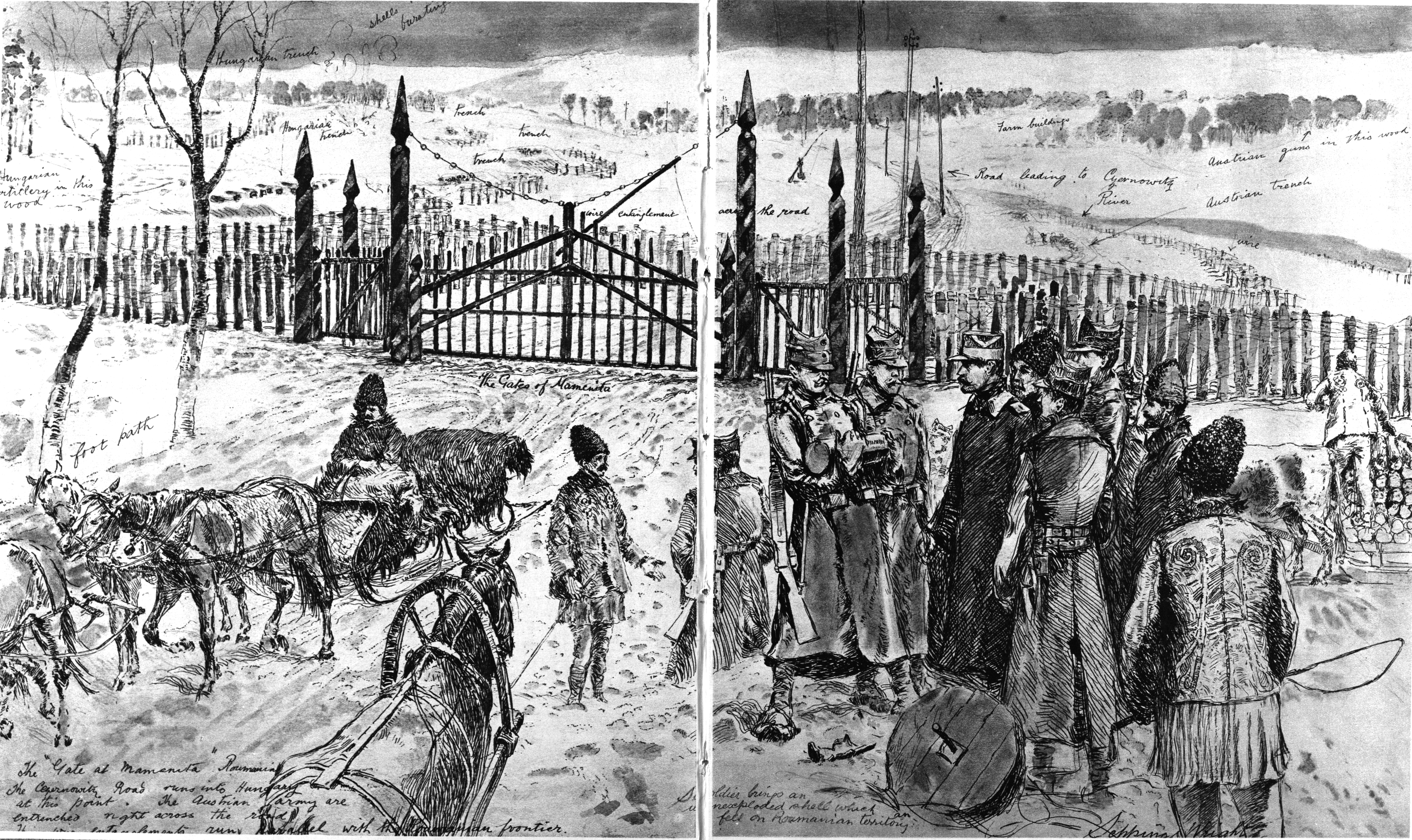
Представники румунської влади вивчають місце падіння снаряду, що не розірвався, та впав на її територію. 1916

### Приготування армії
Тим часом, армійські плани застосування військ почали переглядати. До початку світового конфлікту усі сценарії базувались на припущеннях, що головними противника у майбутній війні будуть Росія та/або Болгарія. Жоден з планів не передбачав, що румунська армія вступить у протистояння з Австро-Угорщиною чи Німецькою імперією. З літа 1914 року керівництво румунських армійських кіл почало переробку планів і безпосередню підготовку військ до воєнних дій.
17 серпня 1916 року офіційний Бухарест завершив приготування до вступу у війну з представниками Антанти підписанням політичної та військової угод, згідно з якими союзники визнавали права Румунії на території Австро-Угорщини, де більшість населення становить румунське населення.
За мобілізаційним розкладом Румунія мала виставити 400-тисячну армію, що складалась з 20 дивізій — 10 першочергового і 10 другочергової готовності відповідно. Але, загалом вони нараховували тільки 250 000 осіб. При тому, тільки першочергові дивізії були забезпечені швидкострільною артилерією і мали деяку кількість польових важких гаубиць; другочергові дивізії мали на озброєнні гармати застарілих зразків. Важкою артилерією і технікою румуни абсолютно не були забезпечені. Система залізниць була в дуже поганому стані. Тривалий час без практики війни, а через це відсутність бойового досвіду робило командний склад румунської армії абсолютно непідготовленим до ведення сучасної війни.

## Оголошення війни
28 серпня 1916 року румунський посол у Відні офіційно вручив уряду Австро-Угорщини ноту з декларацією про оголошення війни з 27 числа. Берлін, захоплений зненацька, того ж дня оголосив війну Румунії. Незабаром до них приєднались Османська імперія та Болгарія. За кілька днів країна виявилась в оточенні держав, що оголосили їй війну.

## Румунська кампанія (1916—1917)

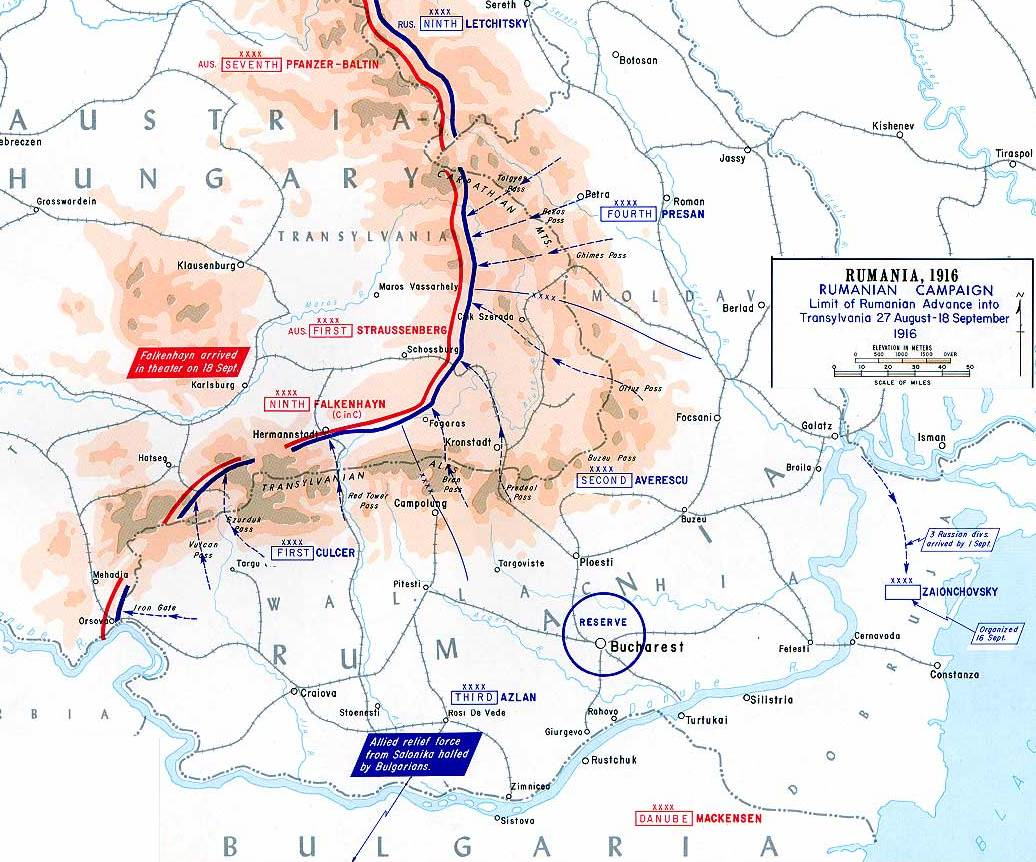
Румунська кампанія. Серпень-вересень 1916

### Наступ румунської армії
У ніч на 27 серпня 1916 року, три румунські армії (1-ша, 2-га та Північна), розгорнутих відповідно до румунського плану кампанії «Гіпотезис», перейшли кордони Австро-Угорщини, розпочався битву за Трансильванію. Румунські міноносці «Рандуніця», «Буореску» та «Катинца» атакували австрійську Дунайську флотилію, що стояла на рейді болгарського річкового порту в Русе.
29 серпня румунські підрозділи проходили вже вулицями Брашова, за кілька днів були захоплені Сігішоара, Фегераш, М'єркуря-Чук та бої точились за місто Сібіу, але на одинадцятий день наступ зупинився. Справа в тому, що різко змінилася в гіршу сторону обстановка на півдні.

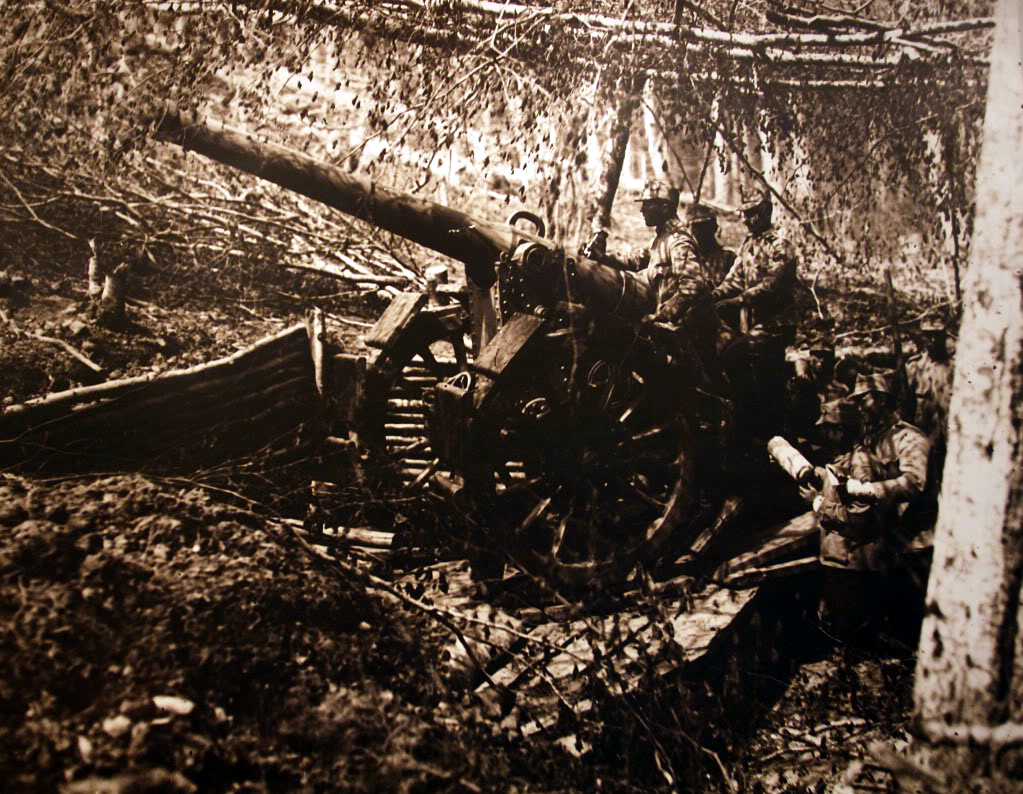
Румунська артилерійська обслуга важкої гармати на вогневій позиції. 1916

З точки зору тактики раптовий перехід румунських військ у наступ став неприємним сюрпризом для австро-німецьких військ, країни Троїстого союзу вжили відповідні заходи на цьому стратегічному напрямку. Для Відня та Берліна не стали таємницею намагання противника втягнути румунське королівство у війну, а приховати мобілізацію, концентрацію сил та їхнє перегрупування на північні кордони поздовж Карпатських гір не пройшло непоміченим. Через те, що ситуація на Західному, Східному, Балканському та Італійському фронтах для Центральних держав у цілому була керованою й відносно стабільною, німецьке та австрійське командування підготували план дій та резерв сил, що мали виступити в разі румунського вторгнення з південного напрямку.

### Контрнаступ противника

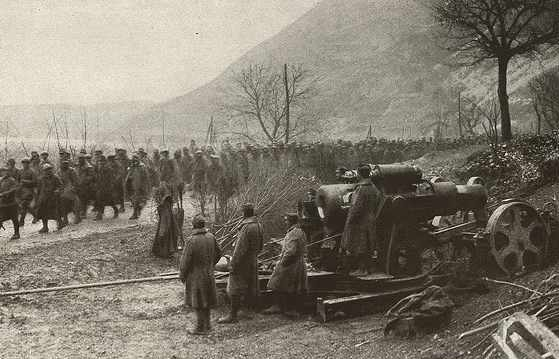
Австрійська 305-мм важка гармата M11 та на задньому плані колони румунських полонених. 1916

Спочатку, опір румунській армії чинили тільки формування 1-ї австро-угорської армії генерал-оберста А.фон Штрауссенбурга, яка поступово з боями відступала вглиб території Трансильванії. За кілька тижнів 8 німецьких дивізій та Альпійський корпус під загальним командуванням генерала від інфантерії Е.фон Фалькенгайна посилили позиції союзників, а незабаром ще чотири австро-угорські дивізії прибули на загрозливу ділянку фронту. До середини вересня війська з обох сторін перейшли до позиційної оборони.
Реорганізувавши свою оборону та узгодивши свої подальші дії країни Троїстого союзу перейшли в рішучий контрнаступ. Головною метою якого було вигнати ворога з Трансильванії, а по-друге, завдати нищівної поразки румунському королівству, виключивши її з карти воєнних дій до кінця війни й одночасно опанувати її багатими ресурсами, в першу чергу продовольством і нафтою, що оцінювались Берліном і Віднем, як стратегічно важлива для них сировина.

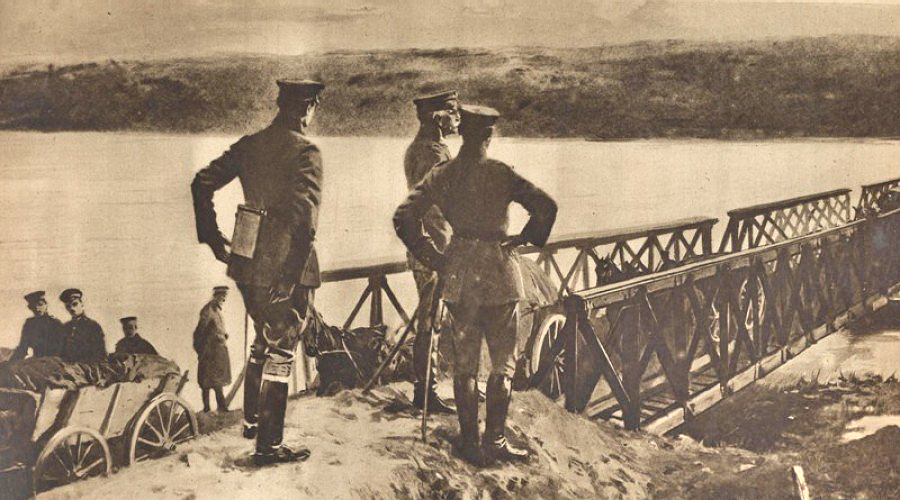
Німецький генерал-фельдмаршал А.фон Макензен спостерігає за переправою через Дунай своїх військ. 1916

У той час, як румунські війська просувались у Трансильванії, німецький генерал-фельдмаршал А.фон Макензен, який командував багатонаціональним угрупованням з 3-ї болгарської армії, німецької бригади та двох дивізій турецького VI-го армійського корпусу завдав у Добруджі першого контрудару по найслабкішому місцю в обороні армії Румунії.

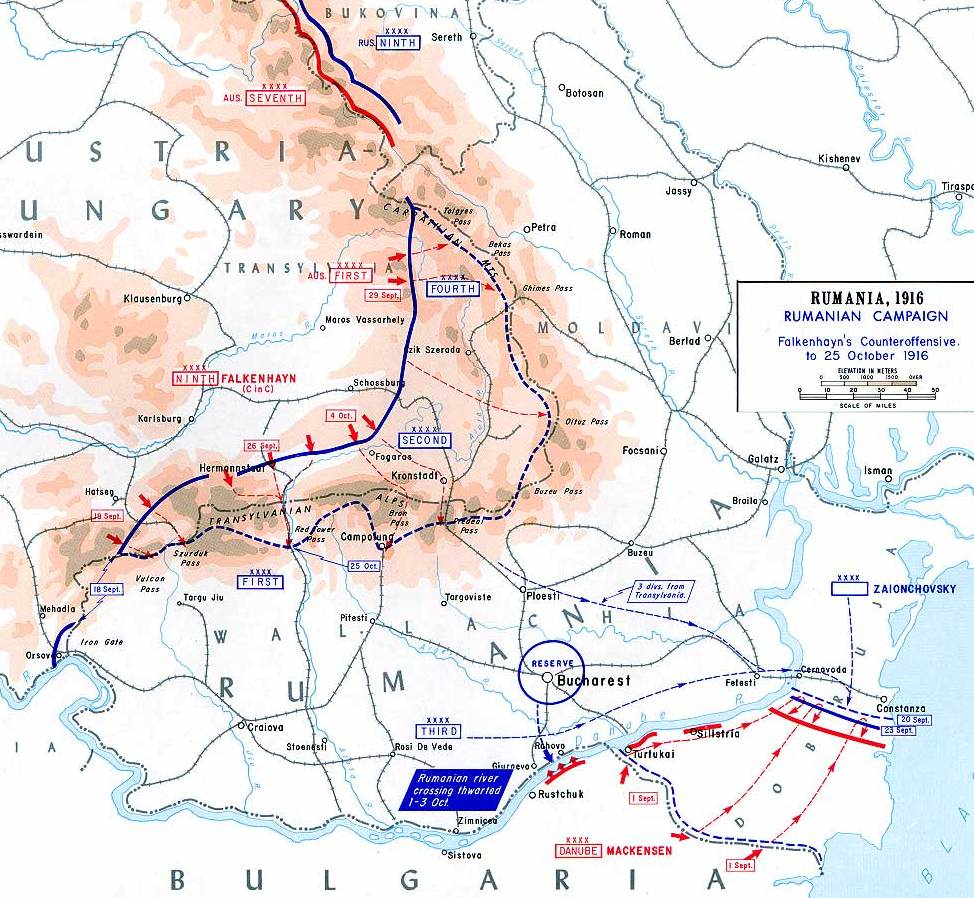
Румунська кампанія. Вересень-жовтень 1916

На початку червня німецько-болгарські війська під командуванням генерала П.Кіселова вторглися в Південну Добруджу та обложили румунську фортецю Тутракан. За декілька днів спротив слабкого та погано навченого румунського гарнізону був придушений і війська Центральних держав опанували форт.
Спроба 3-ї румунської армії протистояти ворожому наступу у Добруджі та відстояти Сілістру, Добрич, Амзачу та Топрайсару провалилась. Румунські війська все далі відходили вглиб своєї території під тиском наступу А.фон Макензена. Одночасно цей стратегічний наступ супроводжувався відволікаючими діями 3-ї болгарської армії генерала С.Тошева, який просувався уздовж узбережжя Чорного моря в сторону Добруджі.
Не дочекавшись допомоги від своїх союзників Румунія опинилась у скрутному становищі, затиснута проміж двох фронтів, де наступали сили, що значно переважали її в моці, досвіді та потенціалі. Румунська армія змушена була вести воєнні дії на фронті 1 600 км, найдовшому фронті в Європі у складних умовах місцевості (для порівняння Східний фронт від Балтійського моря до Буковини до вступу Румунії у війну мав протяжність завдовжки тільки 1 000 км).
З жовтня армії Центральних держав продовжили наступ з двох напрямків: змішана 1-ша армія генерала Е.фон Фалькенгайна, німецькі підрозділи якої згодом були перетворені на 9-ту німецьку армію, громила румунські війська в Трансильванії та змушувала їх відступати за Карпати.
Румунське командування розраховувало, що у взаємодії з російською армією, яка перекинула на допомогу своєму союзникові частку сил, спільними діями вони відіб'ють болгарське вторгнення в Добруджу і перейдуть в контрнаступ. На захист Бухареста були виділені 15 румунських дивізій під командуванням генерала А.Авереску. Однак румунсько-російський контрнаступ, що почався 15 вересня, закінчився провалом. Незважаючи на те, що румунам вдалося форсувати Дунай, операція була зупинена через безуспішного наступу на фронті в Добруджі.
В результаті, відволікаючі дії болгарського війська перетворились на непередбачений стратегічний успіх. Російсько-румунські війська були відкинуті на 100 км на північ, а до кінця жовтня болгари зуміли опанувати Констанцу і Чернаводе, ізолювавши таким чином Бухарест з лівого флангу.
Водночас, австрійські війська повернули повністю контроль над Трансильванією і готувалися до стрімкого кидка на румунську столицю. 23 жовтня Август фон Макензен завдав головного удару, форсувавши Дунай. Румуни, вимушений оборонятися відразу на трьох напрямках, не змогли вчинити будь-якій суттєвий опір. 29 листопада ворог почав наступ на Бухарест.

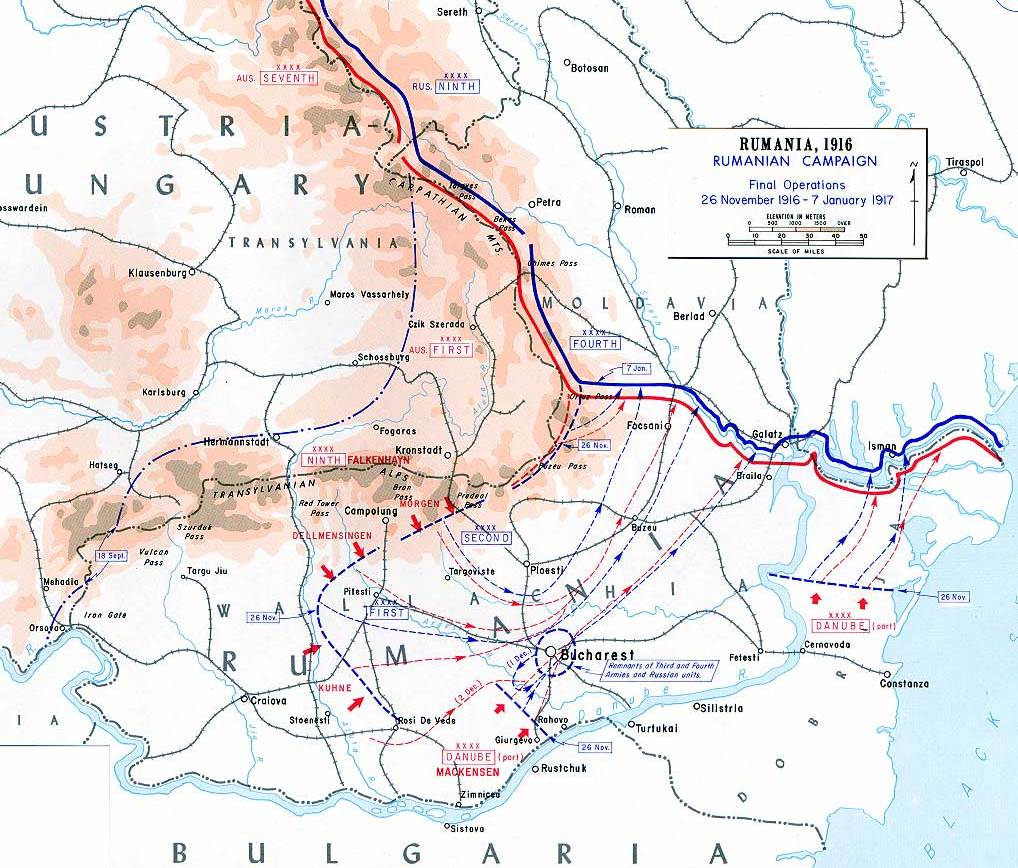
Румунська кампанія. 26 листопада 1916 — 7 січня 1917

У відчайдушних спробах зупинити просування противника на столицю, румунське командування вичерпало усі наявні резерви, залишки румунських військ відступили в провінцію Молдова, втративши при цьому ще 8 з 22 уцілілих дивізій. 6 грудня 1916 року Макензен опанував Бухарест.
17 грудня німецько-австро-болгарські війська просунулися до лінії верхів'я річки Завала — Бузеу — Чернаводе і, нарешті, до січня 1917 на лінії Фокшани — гирло Дунаю, де і зупинилися, перейшовши до позиційної війни.

### Затишшя
За перші чотири місяці війни загинули або потрапили в полон 250 000 румунських солдатів, у розпорядженні румунського командування залишилися боєздатні частини загальною чисельністю 70 000. Крім того, у Румунії були ще 400 000 новобранців, яких мобілізували, але не встигли озброїти. Тепер їм було наказано відходити в Молдавію. У тому ж напрямку рушили три з половиною мільйони цивільних біженців. Втеча почалася в осіннє бездоріжжя, потім вдарили зимові морози. Велика частина запасів продовольства дісталась наступаючому ворогу, так що в Молдові почався голод. За голодом і холодом прийшла епідемія тифу.
Щоб запобігти захопленню австро-німецькими військами усієї румунської території та не допустити його наступ на південно-західні області Росії, в грудні 1916 — січні 1917 року російському командуванню довелося терміново перекидати понад півмільйона солдатів на Румунський фронт і розгортати їх на величезних просторах від Буковини до гирла Дунаю.
Катастрофа 1916 року викликала у румунському суспільстві бурю образи за слабкість і недосконалість своєї держави. «Країна паскудна, країна нікчемна… верхівка якої хвора сифілісом, а народ пелагра», — писав у дні втечі з Бухареста трансильванський публіцист Октавіана Ґоґі. На додаток до страшного потрясіння від нищівного розгрому та окупації, незабаром зі сходу прийшли новини з Російської імперії про повалення царя.
У ці місяці румунські політичні діячі продемонструвала волю і згуртованість, які були абсолютно неможливими в передвоєнні роки. Король, уряд і парламент, який втік до старої молдовської столиці Ясси, погодили рішення про введення рівного і прямого загального виборчого права і здійснили радикальний перерозподіл поміщицьких земель на користь селян. 5 квітня 1917 року король Фердинанд виступив зі зверненням до солдатів, в якому обіцяв провести ці перетворення відразу після закінчення війни.
За чотири місяці, в умовах голоду і розрухи, виведені до Молдови новобранці були озброєні, оснащені та перетворені у боєздатну армію. Зброя з країн Антанти потоком текла до Румунії, залізниці Російської імперії поки що працювали. Але годувати мільйони солдатів і біженців доводилося в основному за рахунок місцевих ресурсів, так що на молдовських селян обрушилися реквізиції. Збереглася статистика, згідно з якою 70 % дітей, що народилися в Молдові в 1917 році, померли, не доживши до року.

### Бойові дії в 1917
Враховуючи становище на південно-східній ділянці фронту було прийнято рішення про створення Румунського фронту російської армії, до складу якого увійшли Дунайська армія, 6-та армія з Петрограду, 4-та армія із складу Західного фронту і 9-та армія із складу Південно-Західного фронту, а також залишки румунських військ.

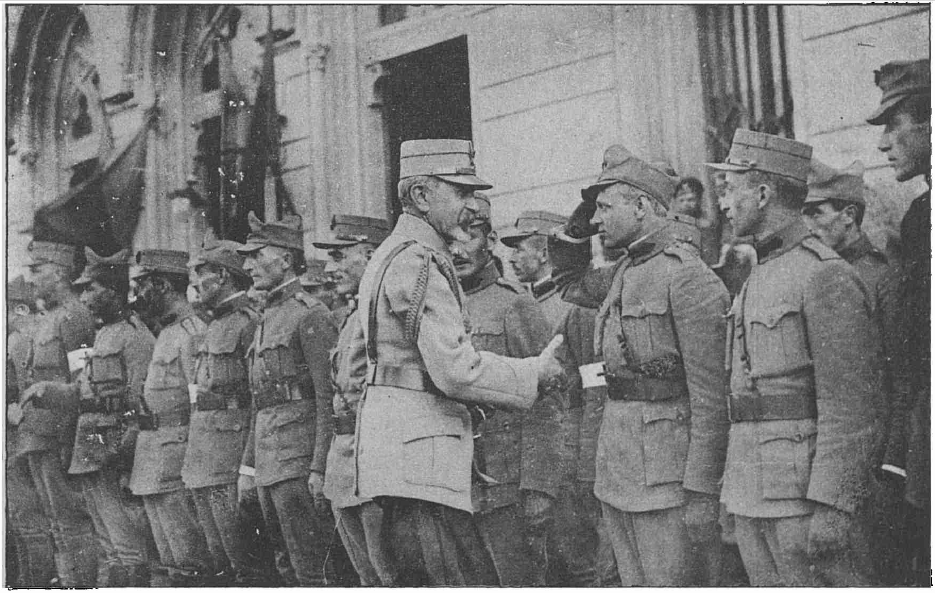
Румунський генерал Константин Презан з добровольцями. Ясси. 1917

Тим часом, румунська армія під впливом влаштованої королем Фердинандом модернізації зазнавала кардинальних змін. Піхотні та кінні дивізії реструктурувались у гнучкі структури, з достатнім ступенем вогневої потужності, здатними протистояти німецьким і австрійським дивізіям. Організаційно-штатна структура формувань адаптувалась під вимоги сучасного бою, удосконалювались під єдині стандарти зразки зброї, артилерійські системи, військова техніка тощо.
Реорганізації зазнали й інші роди військ, інженерні війська, повітряні сили, флот, в яких відбувались значні зміни. Підготовка військ також змінювалась, основний акцент робився на тренуванні управлінського апарату, військ вмінню діяти за умови викликів тодішній війни, а саме траншейної війни, боїв у нічний час тощо.
Завдяки допомозі країн Антанти, адаптації власної промисловості, що лишилась у Молдові, румунська армія здобула значного прогресу у справі оснащеності своїх військ. Румунія отримала 150 00 французьких гвинтівок, 1760 кулеметів «Гочкінс» M1914, 197 — «Віккерс», 2 628 — «Шоша», 109 — «Льюїс», 1,3 млн.ручних гранат F-1, 84 75-мм гармати, 72 довгоствольні та 20 короткоствольних 120-мм гармат розробки французького інженера де Бане, 27 127-мм гаубиці «Ковентрі», 14 155-мм гармати «Шамон», 7 152,4-мм гаубиці Шнайдера-Путілова тощо.
На початок червня 1917 року, румунська армія нараховувала близько 700 000 осіб, організованих у 207 піхотних батальйонів та додатково 60 маршових батальйонів, 110 кавалерійських ескадронів і 245 артилерійських батарей, що утворювали дві армії й п'ять корпусів.
У липні 1917 року у контексті задуманого російським Тимчасовим урядом Червневого наступу оновлена румунська армія відновила активні бойові дії. На цей час на Румунському фронті зосередилась величезна кількість бойових частин та озброєння, що коли-небудь збиралась під час Першої світової війни: 9 армій, 80 піхотних дивізій з 974 батальйонами, 19 кавалерійських дивізій з 550 ескадронами, 923 артилерійські батареї, понад 800 000 особового складу й ще майже 1 млн. в оперативному резерві.
22 липня 1917 року в битві біля Мерешті румунським військам під командуванням генерала Александру Авереску у взаємодії з російськими арміями генерала Дмітрія Щербачова вдалося завдати поразки 9-ій німецькій армії генерала Й. фон Ебена та звільнити близько 500 км² території. У відповідь австро-німецькі війська під командуванням фон Макензена розпочали контрнаступ, у ході якого їх вдалося зупинити в битві біля Мерешешті. Вважається, що виявлений там героїзм румунських солдатів фактично врятував Румунію від виведення з війни, тим більше, що російські частини в цих воєнних діях були досить пасивні через те, що посилилось розкладання російської армії. До 8 вересня фронт остаточно стабілізувався, і це були останні активні бойові дії на Східному фронті в 1917 році.
Результатом усіх цих операцій стало те, що решта румунської землі була відстояна від зазіхань противника, близько 1 млн. солдатів Центральних держав були зв'язані битвою на Румунському фронтові. Газета «Таймс» писала про цей фронт: «Єдиний проблиск світла на Сході».

### Вихід з війни
Втім, ситуація кардинально змінилась і поставила Румунію перед загрозою знищення, коли в листопаді 1917 року у Росії стався Жовтневий переворот і незабаром спалахнула кровопролитна громадянська війна на усіх просторах Російської імперії. Російська армія вже не підтримувала румун у битві проти австро-німецьких військ і залишила її одною-однісінькою в оточенні ворожих держав. 9 грудня 1917 року, румунський уряд розсудливо оцінивши свої шанси пішов на небажаний крок і у Фокшанах підписав перемир'я з Віднем і Берліном, припинивши воєнні дії проти них.

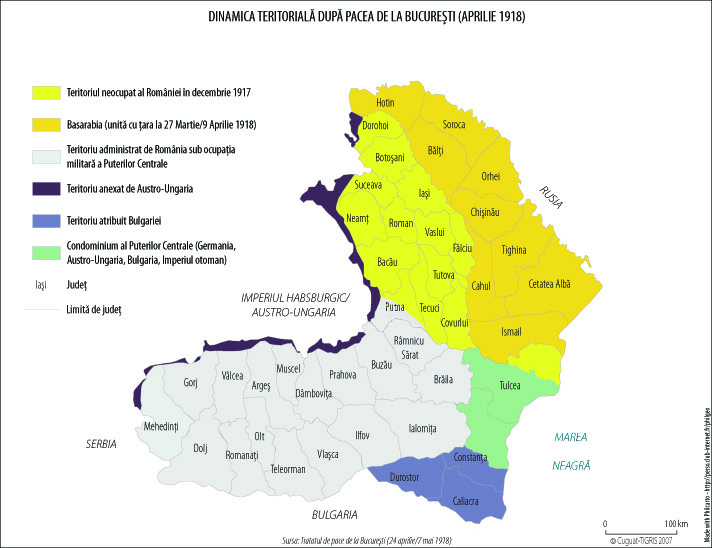
Карта територіальних змін за Бухарестським мирним договором. 1918

7 травня 1918 року, на фоні військово-політичної ситуації, що все більше загострювалась, Румунія вимушено пішла на підписання кабального сепаратного Бухарестського мирного договору, який визначав суворі умови для країни, в тому числі територіальні втрати в Трансильванії й особливо в Добруджі на користь Центральних держав.
Левова частка румунських збройних сил була розпущена, Троїстий союз дозволив утримувати тільки 9-ту та 10-ту піхотні й 1-шу та 2-гу кавалерійські дивізії румунської армії для захисту неокупованої частки країни.

Срібний жетон із зображенням короля Румунії Фердинанда I та султана Османської Імперії Мехмеда V. Жетон символізує союзницькі військові відносини між монархами. Комізм ситуації у тому, що Румунія отримала незалежність саме від Османської імперії.

### Відновлення бойових дій та перемога у війні
У серпні 1918 року союзники розпочали масштабний контрнаступ по всьому Західному фронту, використовуючи нові методи застосування артилерійських і танкових підрозділів та нові підходи до оперативного мистецтва у веденні контрнаступальних дій. За «Сто днів» союзного наступу німці були розгромлені або змушені були відступити з усіх територій, які вони окупували під час Весняного наступу, більш того німецька армія не змогла утримати лінію Гінденбурга й урешті-решт Німецька імперія капітулювала у листопаді цього ж року.
На Салонікському фронті в результаті наступу союзників, розпочатого 15 вересня 1918 року болгарські війська і 11-та німецька армія були розбиті, і 29 вересня Болгарське царство капітулювало. 10 листопада 1918 року Румунія вдруге вступила у війну на боці Антанти, а вже наступного дня війна в Європі закінчилась.

## Завершення війни
28 листопада 1918 року румунські представники Буковини на загальних зборах проголосували про приєднання до Королівства Румунія; 1 грудня була проголошена унія Трансильванії з Румунією, коли трансильванські румуни зібралися в Алба-Юлія та вирішили про об'єднання усього румунського населення колишньої Австро-Угорщини з Королівством. 15 грудня трансильванські саксони та банатські шваби підтримали на асамблеї в Медіаші цей акт.
Водночас, 22 грудня 1918 року у місті Клуж-Напока зібрались трансильванські угорці, які оголосили про свою належність Угорщині.
Протиріччя, що виникли з приводу територіальної належності земель, де мешкали і угорці (1 662 000 осіб, або 31,6 % у відповідності до перепису населення 1910 року), і румуни, урешті-решт призвели до румунсько-угорського збройного конфлікту.
У цілому за 1918 рік Румунське королівство анексувало низку провінцій: Бессарабію (квітень 1918), Буковину (листопад 1918), Банат, Кришану, Мармарощину та Трансильванію (грудень 1918). Румунське населення становило переважну більшість на цих землях, за винятком Буковини, де чисельність румунського населення становила близько третини від загального числа і поступалася чисельності українців. Уніфікація Румунія здійснювалась шляхом проведення національних асамблей, зборів, конгресів та декретів, але напередодні до Трансильванії, Буковини та Бессарабії увійшли румунські війська. Завдяки приєднанню цих земель загальна площа Королівства збільшилась більше ніж удвічі (з 138 000 до 295 049 км2).

## Відео
- Румыния в Первой мировой войне